# Iana Ouskova
Iana Victorovna Ouskova (en russe : Яна Викторовна Ускова ; en anglais : Yana Viktorovna Uskova), née le 28 septembre 1985 à Maïkop, en RSFS de Russie (Union soviétique), est une handballeuse russe.

## Biographie
compétitions nationales
- vainqueur de la coupe de Russie en 2007, 2008 (avec Rostov-Don) et 2014 (avec Zvezda Zvenigorod)

## Palmarès

### Sélection nationale
Jeux olympiques
- médaille d'argent aux Jeux olympiques de 2008 à Pékin

championnat du monde
- vainqueur du championnat du monde 2005
- vainqueur du championnat du monde 2007

autres
- vainqueur du championnat du monde junior en 2005
- vainqueur du championnat du monde junior en 2003

### Distinction personnelle
- élue meilleure ailière droite du championnat du monde 2007